# Inwersja obsadzeń
Inwersja obsadzeń w mechanice statystycznej – stan układu, w którym liczba cząstek o energii wyższej jest większa niż cząsteczek o energii niższej. Inwersja obsadzeń jest wykorzystana w działaniu lasera.

## Rozkład Boltzmanna
Jeżeli układ statystyczny (atomów) składa się z wielu prostych układów, z których każdy może przyjmować jeden z dwóch stanów
1. poziom podstawowy o energii {\displaystyle E_{1}} lub
2. poziom wzbudzony o energii {\displaystyle E_{2},} przy czym {\displaystyle E_{2}>E_{1}.}

Liczba atomów w stanie podstawowym jest określona przez {\displaystyle N_{1},} a w stanie wzbudzonym przez {\displaystyle N_{2}.} Różnica energii między poziomami determinuje pochłonięcie lub emisję fotonu o częstości {\displaystyle \nu _{21}} określonej wzorem
{\displaystyle E_{2}-E_{1}=\Delta E=h\nu _{21},}
gdzie {\displaystyle h} to stała Plancka.
Układ ten, zgodnie z rozkładem Boltzmanna, w temperaturze {\displaystyle T} będzie miał rozkład obsadzeń
{\displaystyle {\frac {N_{2}}{N_{1}}}=\exp \left({\frac {-(E_{2}-E_{1})}{kT}}\right),}
gdzie:
{\displaystyle k} – stała Boltzmanna,
{\displaystyle T} – temperatura.
Wnioski z rozkładu Boltzmanna:
- W temperaturze zera bezwzględnego, wszystkie atomy znajdują się w stanie o najniższej energii.
- Wzrost temperatury powoduje wzrost liczby atomów w stanie o większej energii.
- W dowolnej temperaturze więcej atomów będzie w stanie o niższej energii {\displaystyle (E_{1}),} niż w stanie o wyższej energii {\displaystyle (E_{2}).}

W pewnych warunkach możliwe jest doprowadzenie do stanu, w którym więcej atomów znajduje się w wyższym stanie wzbudzenia. Układ taki nie jest trwały i dąży do rozkładu zgodnego z rozkładem Boltzmanna. Stan taki nazywamy inwersją obsadzeń.
Stan inwersji obsadzeń jest warunkiem pracy lasera.

## Wzór Boltzmanna (rozkład kanoniczny)
Układ klasyczny mogący wymieniać energię z otoczeniem utrzymywany w temperaturze {\displaystyle T} opisany jest wzorem Boltzmanna, tj. rozkładem kanonicznym:
{\displaystyle P(x)={\frac {1}{Z}}\exp \left({\frac {-U(x)}{kT}}\right),}
gdzie:
{\displaystyle P(x)} – prawdopodobieństwo realizacji stanu makroskopowego przez dany stan mikroskopowy {\displaystyle x,}
{\displaystyle U(x)} – energia w stanie mikroskopowym {\displaystyle x.}
{\displaystyle Z=\int \limits _{-\infty }^{\infty }\exp \left({\frac {-U(x)}{kT}}\right){\mbox{d}}x,} kiedy energia jest skwantowana, wtedy zamiast całki należy zastosować sumowanie po wszystkich jej możliwych wartościach. Jest to suma statystyczna zwana również funkcją rozdziału.